# Aata
Aata (telugu: ఆట,tzn. Gra) – indyjski miłosny film z 2007 roku, w języku telugu. W rolach głównych Siddharth Narayan i Ileana D'Cruz. Producentem filmu jest M.S. Raju, autor Nuvvostanante Nenoddantana, Varsham, Okkadu, a reżyser V.N. Aditya jest debiutantem. Na tle Hajdarabadu historia miłości i walk w obronie ukochanej, która ośmieliła się zaprotestować przeciwko przemocy syna polityka, chronionego przez gangsterów.

## Fabuła
Śri Krishna (Siddharth Narayan), którego ojciec obsługuje projektor filmowy, rośnie zapatrzony w ekran. Jego wzorem są walczący o sprawiedliwość społeczną bohaterowie filmowi, codziennością natomiast pomoc ojcu w pracy, bójki z rówieśnikami i miłość do dziewczyny. Satya (Ileana D'Cruz) zmuszona zostaje do ucieczki przed przemocą powiązanego z gangsterami syna polityka. W sytuacji zagrożenia Śri Krishna może poczuć się w skórze walczących ze złem bohaterów filmów, którymi karmił się całe dzieciństwo.

## Motywy filmu indyjskiego
- w kinie (Lesa Lesa, Lajja, Satya) * relacja ojca i syna (Czasem słońce, czasem deszcz) * chłopiec (Akele Hum Akele Tum, Munna, Taare Zameen Par) * rower* pościg * Hajdarabad * Nowy rok (Akele Hum Akele Tum) * party * pocałunek wbrew woli * gwałt (Raakh, Dushman) * zabójstwo * nadużycia synów polityków (Dayavan, Sunday) * guru (The Guru, Banaras – A Mystic Love Story) * pościg * zakochany rzeka Godawari * dialog z Bogiem * sami na wyspie *pożar * zdjęcie ukochanego (Dil Hai Ki Manta Nahin) * pies * skok z wysokości na batutę (Phir Bhi Dil Hai Hindustani) * karmienie jako znak miłości * deszcz * opowieść w opowieści * party * relacja syna i matki * zaręczyny * szantaż * porwanie * najazd pociągu na samochód na torach (Taxi Number 9211) * w pociągu (Kiedy ją spotkałem, Chori Chori, Swades, Guru, Kyun...! Ho Gaya Na) * groźba gwałtu * pościg * tunel (Wszystko dla miłości) * policja na służbie bandytów * studnia (Pinjar) * para zawieszona na jednej linie (Veer-Zaara) * motor * rosyjska ruletka * party * zakład * nawiązanie do „Ramajany” * przyjęcie urodzinowe (Pardes, Hum Tumhare Hain Sanam) * przejażdżka konna (Pyaar Kiya To Darna Kya) * Radżastan (Lamhe, Eklavya: The Royal Guard) * wielbłądy * pustynia (Road, Lamhe) * polowanie * aresztowanie * „przemiana „bandyty * horoskop małżeński * pościg * aresztowanie * SMS-y * solidarność studentów

## Obsada
- Siddharth Narayan – Sri Krishna
- Ileana D’Cruz – Satya
- Munna – Vicky
- Brahmanandam – przyjaciel Sri Krishna
- Sharada
- Sharvanand

## Piosenki
Muzykę do filmu skomponował Devi Sri Prasad, autor muzyki do takich filmów jak: Arya, Varsham, Nuvvostanante Nenoddantana, Bunny, Unnakum Ennakum, Bommarillu, Pournami, Aata, Jagadam.
- Aata – Shankar Mahadevan

- Hoyna – Karthik, Chitra

- Yela Yela – Sunitha, Smitha

- Ninu Choostunate – Siddharth, Sumangali

- Muddulata- Udit Narayan

- Kakinada Kaaja – Tippu, Gopika Poornima